# Blow back
Blow back (of Spit back) is de naam voor de terugslag van brandstofmengsel in de carburateur door een verkeerde afstelling van de ontsteking. 
Het kan gebeuren dat dit mengsel ontsteekt, bijvoorbeeld bij boxermotoren van BMW en V-motoren van Moto Guzzi, en letsel veroorzaakt bij berijders die met hun scheenbenen tegen de carburateurs zitten.